# Sheath
Sheath — третий студийный альбом Марка Белла, который он выпустил под маркой LFO в 2003 году на Warp Records.
Трек «Freak» был использован в качестве саундтрека к фильму 2010 года «Вход в пустоту».

## Список композиций
1. «Blown» — 6:02
2. «Mum-Man» — 3:40
3. «Mokeylips» — 4:02
4. «Snot» — 2:55
5. «Moistly» — 4:12
6. «Unafraid to Linger» — 4:35
7. «Sleepy Chicken» — 3:58
8. «Freak» — 4:13
9. «Mummy, I’ve Had an Accident…» — 5:02
10. «Nevertheless» — 3:50
11. «'Premacy» — 3:22